# Vikedal
Vikedal este o localitate din comuna Vindafjord, provincia Rogaland, Norvegia, cu o suprafață de 0,77 km² și o populație de 436 locuitori (2013).